# Juhan Aavik

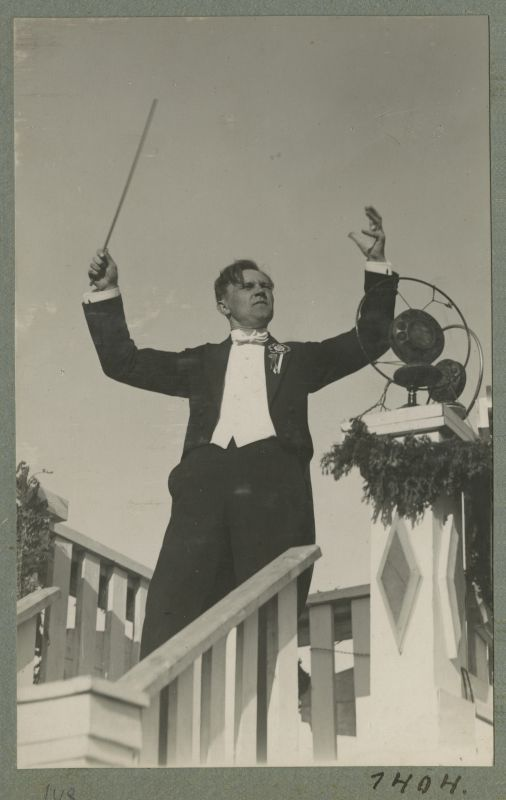
Juhan Aavik, 1928

Juhan Aavik (* 29. Januar 1884 in Tallinn, Estland; † 26. November 1982 in Stockholm, Schweden) war ein estnischer Komponist, Dirigent, Musikpädagoge und Musikfunktionär.

## Leben
Juhan Aaviks Vater war Andres Aavik ( 20. Juni 1851–1918), seine Mutter Epp Aavik (* 20. Oktober 1857; † nach 1900). Andres war Lehrer, Chorleiter und Dirigent eines Blasorchesters. Hier erhielt Juhan den ersten Zugang zur Musik, da er schon früh in den Ensembles seines Vaters mitsingen und mitspielen durfte. Er besuchte die Schule in Paistu und erhielt Klavierunterricht bei Friedrich August Saebelmann. Nachdem er die Schule abgeschlossen hatte, ging er nach Sankt Petersburg und studierte am dortigen Konservatorium. Aavik graduierte 1907 im Fach Trompete unter Vassili Vurm, 1911 in Musiktheorie und Komposition unter Anatoli Ljadow, Nikolai Solowjow, Jāzeps Vītols und Alexander Glasunow.
Juhan Aavik heiratete Alma Aavik (* 20. Oktober 1885;† 2. Dezember 1977 in Stockholm, Schweden) Sie hatten zwei Söhne, Karl (* 1913) und Juhan jun. (* 1916). Juhan jun. war Cellist und wurde 1941 verhaftet. Sein Schicksal ist unbekannt.
Von 1911 bis 1925 lebte Aavik in Tartu, Estland. Hier arbeitete er als Dirigent. Er war von 1911 bis 1915 Musikdirektor am Vanemuine und war einer der Gründer der Tartu Kõrgem Muusikakool [Höhere Musikschule Tartu], deren Direktor er von 1919 bis 1925 war. 1925 ging er nach Tallinn, wo er eine der führenden Figuren des dortigen Musiklebens wurde. Er initiierte fast alle wichtigen Ereignisse des estnischen Musiklebens. Bis 1933 war er Dirigent und Musikdirektor am Estonia Theater. Ab 1925 unterrichtete er am Konservatorium in Tallinn und wurde 1928 Professor. Von 1933 bis 1940 und von 1941 bis 1944 leitete er das Konservatorium als Direktor. Von 1929 bis 1940 war er Vorsitzender des Estnischen Chorverbands, er war Gründungsmitglied der Vorgängervereinigung der Vereinigung der estnischen Komponisten, der Akademischen Gesellschaft der estnischen Musiker im Jahr 1924, Vorsitzender der Musikabteilung des estnischen Kulturministeriums von 1934 bis 1940, Leitender Dirigent der estnischen Liederfeste IX, X und XI und vieler anderer Liederfeste. Von 1924 bis 1940 war er Herausgeber und Co-Autor der Musikzeitung Musikaleht. 1944 übersiedelte Aavik nach Schweden und wurde dort Dirigent der estnischen Liederfestivals von 1948 bis 1961. Zu seinen Schülern zählte unter anderem Vardo Holm (1911–2001).

## Werke (Auswahl)
Die Balti Humanistik Ühling [Baltische humanistische Gesellschaft] hat im Jahr 1968 einen Katalog mit den Werken Juhan Aaviks herausgegeben. Er schuf über 200 Werke. Das Estonian Music Information Centre hat eine Liste mit Werken Aaviks veröffentlicht.

### Bühnenwerke

#### Kaval-Ants ja Vanapagan [Kaval-Ants und Vanapagan] op. 100
Kaval-Ants ja Vanapagan ist ein Singspiel nach dem Märchen von August Kitzberg. Das Sujet ist in Estland bekannt. Es handelt vom jungen Kaval-Ants der mit seiner Schläue seinen Herrn Vanapagan, ein teufelartiges Wesen, immer wieder hereinlegt. Es besteht aus drei Akten mit 22 Nummern für Solisten Chor und Sinfonieorchester.

#### Herbstraum
Sügisunelm [Herbstraum] ist eine Oper, die Juhan Aavik 1935 nach einem Libretto von Aksel Kaurahu, das er unter seinem Pseudonym Ell Undla schrieb, komponierte.

### Werke für Orchester
- Suite op. 2; 1915
- Suite für Streicher; 1925
- Zwei Volkslieder; 1928
- Estnische Rhapsodie op. 26; 1930[8]
- Drei estnische Volkslieder op. 30
- Festmarsch op. 31
- Laste söbrad [Freunde der Kinder] Suite; 1932
- Puha hiis [Der heilige Hain] Sinfonisches Gedicht; 1933

- Suite nach estnischen Volksliedern op. 42; 1936[9]

- Õitse, Eesti [Blühe Estland] op. 46 Nr. 1 Lied ohne Worte für kleines Orchester; 1936
- Tervitusmarss [Salutiermarsch] op. 46 Nr. 2; 1936
- Fantasie; 1940
- 3 Stücke; 1941
- Estnische Trilogie op. 65; 1942; I. Ürgaegadelt [Aus Urzeiten] II. Minevik [Vergangenheit] III. Olevik [Gegenwart]
- Festliches Präludium für Streichorchester op. 65 Nr. 1; zur Eröffnung des Konservatoriums Tallinn am 16. Februar 1942
- Aastaajad [Die Jahreszeiten]; Tetralogie;1945; I. Frühling II. Sommer III. Herbst IV. Winter
- Sinfonie Nr. 1 d-moll; 1946; I. Moderato misterioso allegro II. Moderato III. Scherzo, Vivace IV. Finale, Allegro moderato; Dauer: 52 min.
- Zwei Stücke für Streichorchester und Harfe op. 103; 1947; I. Eleegia; II. Mälestus [Erinnerung]
- Sinfonie Nr. 2 e-moll; 1948
- Drei Volkslieder; 1951
- Vier runische Melodien op. 135; 1955; I. Laulik [Der Sänger], II. Karjaselaul [Hirtenlied] III. Koots-kulli mäng IV. 4. Lõikuse laul [Erntelied]
- Vier Legenden; 1955

### Werke für Blasorchester
- Festmarsch; 1911
- Dorfszene; 1931
- Festmarsch Nr. 2 op. 49 Nr. 1; 1937
- "Üles kuldrannakese poole" op. 49 Nr. 2; 1937
- Gefallenenehrung op. 73 Nr. 1; 1940
- Õitse, Eesti [Blühe, Estland] op. 73 Nr. 2; 1940

### Werke für Soloinstrumente und Orchester
- Klavierkonzert; 1943
- Violinkonzert op. 90; 1946; I. Allegro moderato; II. Andante espressivo; III. Finale
- Cellokonzert op. 109; 1949; I.Moderato rubato e appassionato II. Andantino con amore III. Finale
- Kontrabasskonzert op. 111; 1950; Ludwig Juht gewidmet

### Werke für Chor und Orchester
- Kodumaa [Heimat] op. 9; Kantate für Bariton, gemischten Chor und Sinfonieorchester; Text Villem Ridala; 1915/1920[10]
- Widmung; Kantate für Bariton, gemischten Chor und Orchester; Text: Arno Raag; 1929
- On ilus Eestis elada [Es ist schön, in Estland zu leben]; Text Peeter Grünfeldt; fü gemischten Chor und Sinfonieorchester

### Werke für gemischten Chor a cappella
- Hoja, Jumal, Eestis [Gott schütze Estland]; 1933
- 12 estnische Choräle op. 126 OCLC 938909684
- Requiem op. 170; 1959
- Suvelaul [Sommerlied]; Text: Jaan Bergmann[3]

### Kammermusik

#### Für Flöte und Klavier
- Erinnerungen an die Jugend II, op. 96; 1945

#### Für Kontrabass und Klavier
- Fantasieparaphrase; 1947

#### Für Trompete und Klavier
- Drei Stücke für Trompete und Klavier op. 179; 1969

#### Für Viola und Klavier
- Elegische Suite; 1945
- Pastorale op. 130a; 1955
- Rahulik viis [Ruhige Melodie] op. 159; 1959; Bearbeitet eine gleichnamigen Klavierstückes

#### Für Violine und Klavier
- Albumblatt; 1936
- Erinnerung an die Jugend op. 88; 1944
- Schicksal und Hoffnung op. 37 Nr. 1; Lied ohne Worte; 1945
- Dei Tänze; 1945; I. Gavotte II. Poco allegretto moderato III. Minuet
- Poem; 1945
- Violinsonate; 1952
- Fantasie op. 130; zur Erinnerung an die Deportierten; für Violine mit Klavier oder Orgel; 1955; „Die weite emotionale Spannbreite der Fantasie wird durch umfangreich Struktur erreicht, von stark kontrastierenden Timbres, die durch ein konservatives Harmonieschema ausbalanciert werden.“[11]
- Pastorale op. 133b; 1956
- Lied ohne Worte op. 140; 1956

#### Für Violoncello und Klavier
- Lied der Hoffnung; 1945
- Lyrische Stücke, Suite; 1945
- Meie Intsu, meie Antsu

#### Für 2 Violinen
- Poem op. 80; 1944

#### Für Klaviertrio
- Poeem [Gedicht] für Violine, Cello und Klavier, Tallinn, 1938 OCLC 249449308
- Klaviertrio; 1957

#### Für 2 Piccoloflöten und Querflöte
- Trio

#### Für Streichquartett
- Suite für Streichquartett; 1915

#### Für Streichquartett und Klavier
- [Gott schütze, Estland]; 1951

#### Für Orgel
- Orgelsonate op. 114; I. Allegro moderatomaestoso, II. Andante misterioso III. Finale, Allegro energico; 1951[12]
- Pastorale op. 133[13]
- Sanctus op. 148 Nr. 1[13]
- Gebet op. 148 Nr. 2[13]

#### Für Klavier
- Klaviersonate op. 1; 1911
- Scherzino op. 23 Nr. 1 OCLC 838366283
- Szene im Heiligen Wald op. 23 Nr. 2 OCLC 839197850

- Porkuni mälestused [Erinnerungen an Porkuni] op. 27, Klaviersuite, 1930 I Lossi verametel [Schloss Verametel] OCLC 838364890 II Albumileht [Albumblatt] OCLC 838365080 III Linnukesed [Vögel] OCLC 838365176 IV Kellad [Glocken] OCLC 838365346 V Barkaroll [Barcarole] OCLC 838365487
- Capriccio op. 28; 1930/1931
- Tango op. 32; 1932
- Erinnerungen an die Jugend op. 47; 1940
- Etüde in C-Dur op. 50; 1938
- Album für die Jugend und Musik zu Hause op. 78; 1942
- Serenade op. 81; für Alma Aaviks Geburtstag, 1940
- Porkguni mälestused, Klaviersuite, 1937 OCLC 838365346
- Sieben Stücke für Klavier, 1960 OCLC 1061619625

#### Werke für Gesang und Klavier
- 50 Estnische Volkslieder IV, Stockholm, 1960 OCLC 775004492

Er schrieb noch viele weitere Klavierstücke; Kammermusikwerke, Chorwerke mit Instrumenten und acapella, und viele Lieder. Er schrieb auch sehr viele Musikstücke und Lieder für Kinder.

### Unterrichtswerke
- Kooli leelo 1 : algkooli nooremate klasside lauluvara [Gesangsressourcen für die jüngeren Schulklassen], 1956 OCLC 890914871
- Kooli leelo II: algkooli nooremate klasside lauluvara, 1960  OCLC 890915192

### Bücher
- In den Jahren 1965 bis 1969 veröffentlichte er in Stockholm eine vierbändige estnische Musikgeschichte: Geschichte der estnischen Musik in 4 Bänden; Stockholm; Band 1 und 2, 1965;[14] Band 3 und 4, 1969; (estnisch)
- Biografie: Muusika radadelt; mälestusi ja mõlgutusi eluteelt; [Wege der Musik, Erinnerungen aus meinem Leben]; Toronto; 1959 (estnisch)[15]

## Einspielungen
- Koduma op. 9; Estnische Rhapsodie op. 26; Suite nach estnischen Volksliedern op. 62. In: Eesti Helisalvestised 1939 = Estonian Sound Recordings 1939; Estnisches Rundfunkstaatsorchester; Ltg Juhan Aavik; EMTA; 2009/2010[16]
- Fantasie op. 130 für Violine und Orgel. In: Works for Violin & Organ Vol. 6; Robert Murray (Violine); Ardyth Lohuis (Orgel); Raven OAR-923[11]
- Fantasieparaphrase für Kontrabass und Klavier. In: Ludwig Juht – eine Legende; Lea Leiten (Klavier), Kaupo Olt (Kontrabass); 2007
- Hoja! Jumal! Eestit! In: Songs through the year, J. Pärg; 2003;[3]
- CD „Estonia, my native land“, Eesti Kaitseväe Orkester (1998); Orchestra of the Defence Forces, Estonian National Male Choir, Ltg. Peeter Saan

### Bilddokumente
- Aus der digitalen Fotodatenbank des estnischen Nationalarchivs: (englisch)
- Estnische Komponisten, Tartu, 1916/1917;; 1. Reihe (von links nach rechts): Juhan Aavik, Aleksander Lätte, Artur Kapp, 2. Reihe: Leonhard Neumann, Mart Saar
- Estnische Musiker, 1920 bis 1925; 1. Reihe (von links nach rechts): Peeter Süda, Raimund Kull, Mart Saar, Leonhard Neumann, 2. Reihe: Juhan Aavik, August Topman
- Juhan Aavik, Alexander Glasunow, August Nieländer, 1922
- Porträt, 1920–1930
- Organisatoren des IX. Liederfestes, 1928;; von links nach rechts: Raimund Kull, Juhan Aavik, Anton Kasemets, Leenart Neumann
- Organisatoren des X. Liederfestes 23. bis 25. Juni 1933; Raimund Kull, Tuudur Vettik, Juhan Aavik, Juhan Simm ja Verner Nerep.
- Juhan Aavik am Klavier, 1940; Komponist, Dirigent, Musikpädagoge; Leiter des Konservatoriums Tallinn

### Noten

#### Chorwerke
Aus dem Digitalarchiv Der Nationalbibliothek Estlands DIGAR:
- Algkooli lautavaara estnisches Liederbuch für die Grundschule mit vielen ein- und mehrstimmigen Melodien Juhan Aaviks; Loodus, Tartu; 1932
- Anna istus akna all für gemischten Chor; Text: Aksel Törnu
- Emake; Ema süda; 2 Stücke für 3stg. Frauenchor
- Kodule für gemischten Chor; Text: A. Reinvald; 1922
- Löikala laul; Mis see ol; Sääl on mu armas isamaa!; Teretus; Üles;; 4 Stücke für gemischten Chor

- Mis peaksin für gemischten Chor; Text: R. Grünfeldt
- Suve laul, Text: J.Bergmann; Maga memme parjukene, Text: K.E.Sööt; Kee, kee pavakene Juss olu väike peremees, Text: E.Enno;für 3stg. Frauenchor
- Tervutis rotsile für gemischten Chor; Text: Peeter Grünfeldt
- Uni Tuleb; für 3stg. Frauenchor; Text: K.E.Sööt

### Tondokumente
Aus dem Digitalarchiv Der Nationalbibliothek Estlands DIGAR:

#### Juhan Aavik als Dirigent
- Mihkel Lüdig: Koit (Seite 1); Tuljak (Seite 2); Estonia Muusika Osakonna Segakoor; Columbia; 1928
- Karl August Hermann: Isamaa mälestus (Seite 1); Konstantin Türnpu: Priiuse hommik ( Seite 2 ); Estonia Muusika Osakonna Segakoor; Columbia; 1928